# Ойген Дюринг
Карл Ойген Дюринг (на немски: Karl Eugen Dühring) е германски философ с интереси в областта на полит-икономията и правото. Идеите на Дюринг оказват влияние върху движението на немските социалдемократи.

## Биография и идеи
Дюринг е син на пруски чиновник. Юрист по образование. Приват-доцент в университета „Фридрих Вилхелм“ в Берлин (1863-1877).
В областта на политикономията Дюринг е привърженик на учението на американския икономист Хенри Чарлс Кери. Той се противопоставя на политическата икономия на марксизма, диалектическия материализъм и научния комунизъм.
Фридрих Енгелс посвещава на него и възгледите му специална книга, озаглавена „Анти-Дюринг“.